# スペンサー・アリゲッティ
スペンサー・ゼイン・アリゲッティ（Spencer Zane Arrighetti, 2000年1月2日 - ）は、 アメリカ合衆国ニューメキシコ州アルバカーキ出身のプロ野球選手（投手）。右投右打。MLBのヒューストン・アストロズ所属。

## 経歴
2021年のMLBドラフト6巡目（全体178位）でヒューストン・アストロズから指名され、プロ入り。契約後、傘下のルーキー級フロリダ・コンプレックスリーグ・アストロズでプロデビュー。A級ファイエットビル・ウッドペッカーズでもプレーし、2チーム合計で6試合（先発2試合）に登板して3勝2敗、防御率2.63、22奪三振を記録した。
2022年はA+級アッシュビル・ツーリスツとAA級コーパスクリスティ・フックスでプレーし、2チーム合計で27試合（先発17試合）に登板して7勝6敗、防御率4.73、152奪三振を記録した。
2023年はAA級コーパスクリスティとAAA級シュガーランド・スペースカウボーイズでプレーし、2チーム合計で28試合（先発21試合）に登板して9勝7敗、防御率4.40、141奪三振を記録した。
2024年はAAA級シュガーランドで開幕を迎えた。4月9日、翌10日付でメジャー昇格させることが報じられ、当日にメジャー契約を結んでアクティブ・ロースター入りした。同日のカンザスシティ・ロイヤルズ戦にて先発登板でメジャーデビューするも、3回を投げて7失点で敗戦投手となった。直後に一度AAA級シュガーランドへ降格するも、再昇格した4月21日以降は先発ローテーションの一角を担い、最終的にメジャーで29試合（先発28試合）に登板して7勝13敗、防御率4.53、171奪三振を記録した。

## 選手としての特徴
メジャーデビューまでは浮き上がる軌道のフォーシームとスライダーを多投して高い奪三振率を記録してきた。ただし、メジャーデビューした2024年はフォーシームが4割ほどであり、変化球ではカーブやカッターを投げる頻度が高く、スライダーは滅多に投げなくなっている。ネックは制球力であり、四球を連発してそこから失点するケースが多い。

## 詳細情報

### 年度別投手成績
| 年 度    | 球 団    | 登 板 | 先 発 | 完 投 | 完 封 | 無 四 球 | 勝 利 | 敗 戦 | セ 丨 ブ | ホ 丨 ル ド | 勝 率 | 打 者 | 投 球 回 | 被 安 打 | 被 本 塁 打 | 与 四 球 | 敬 遠 | 与 死 球 | 奪 三 振 | 暴 投 | ボ 丨 ク | 失 点 | 自 責 点 | 防 御 率 | W H I P |
| -------- | -------- | ----- | ----- | ----- | ----- | -------- | ----- | ----- | -------- | ----------- | ----- | ----- | -------- | -------- | ----------- | -------- | ----- | -------- | -------- | ----- | -------- | ----- | -------- | -------- | ------- |
| 2024     | HOU      | 29    | 28    | 0     | 0     | 0        | 7     | 13    | 0        | 0           | .350  | 632   | 145.0    | 139      | 21          | 65       | 0     | 7        | 171      | 3     | 0        | 80    | 73       | 4.53     | 1.40    |
| MLB：1年 | MLB：1年 | 29    | 28    | 0     | 0     | 0        | 7     | 13    | 0        | 0           | .350  | 632   | 145.0    | 139      | 21          | 65       | 0     | 7        | 171      | 3     | 0        | 80    | 73       | 4.53     | 1.40    |

- 2024年度シーズン終了時

### 年度別守備成績
| 年 度 | 球 団 | 投手（P） | 投手（P） | 投手（P） | 投手（P） | 投手（P） | 投手（P） |
| 年 度 | 球 団 | 試 合     | 刺 殺     | 補 殺     | 失 策     | 併 殺     | 守 備 率  |
| ----- | ----- | --------- | --------- | --------- | --------- | --------- | --------- |
| 2024  | HOU   | 29        | 5         | 8         | 0         | 0         | 1.000     |
| MLB   | MLB   | 29        | 5         | 8         | 0         | 0         | 1.000     |

- 2024年度シーズン終了時

### 背番号
- 41（2024年 - ）